# Marco Valerio Massimo Corvino
Marco Valerio Massimo Corvino (latino : Marcus Valerius Maximus Corvinus) (fl. III secolo a.C.) è stato un politico romano.

## Biografia
Figlio di Marco Valerio Corvo, cinque volte console negli anni tra 348 a.C.  ed il 300 a.C. durante le guerre sannitiche, da cui acquisì l'agnomen Corvinus, fu eletto console nel 289 a.C..
A causa della perdita dei libri della seconda decade di Tito Livio, gli accadimenti del suo anno di consolato non ci sono noti.